# Paelaid (Saareküla)
Paelaid ist eine unbewohnte Insel, zwei Kilometer von der größten estnischen Insel Saaremaa entfernt. Die Insel liegt in der Landgemeinde Saaremaa im Kreis Saare. Sie liegt im Kahtla-Kübassaare hoiuala.
Paelaid ist 480 Meter lang und 280 Meter breit.